# Maja Schmahl
Ida Maria (Maja) Charlotta Schmahl, född Nording 1885, död 1979, var en svensk parfymör. Hon var direktör för parfymfirman Antoinette W Nording 1932–1979. 
Hon började 1903 arbeta i sin mor Christina Nordings parfymeri. Hon gifte sig med företagets leverantör i Tyskland, Ernst Schmahl. När hon övertog företaget var det Sveriges största och äldsta i parfymbranschen.